# Capilla de los Mártires de Cunhaú y Uruaçu
La Capilla de los Mártires de Cunhaú y Uruaçu (en portugués: Capela dos Mártires de Cunhaú e Uruaçu) es un templo de la Iglesia católica localizado en el estado de Río Grande del Norte en el país sudamericano de Brasil, específicamente en el municipio de São Gonçalo do Amarante. Es uno de los principales puntos de peregrinación religiosa del estado.